# Ruth Jones (Schauspielerin)

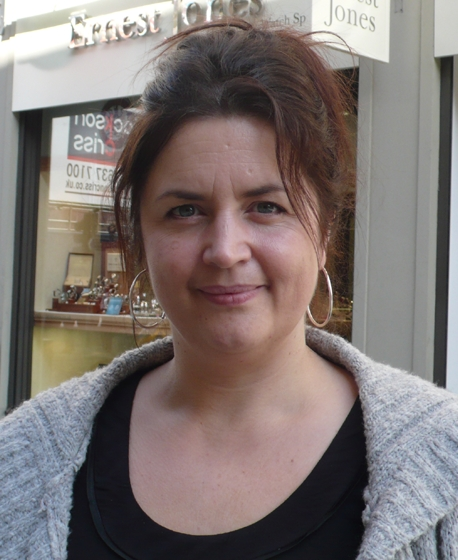
Ruth Jones, 2007

Ruth Alexandra Elizabeth Jones, MBE, Pseudonym Vanessa Jenkins (* 22. September 1966 in Bridgend, Wales) ist eine walisische Schauspielerin, Drehbuch- und Romanautorin. Sie wurde in Großbritannien vor allem durch Hauptrollen in den von ihr mitverfassten Serien Gavin & Stacey und Stella bekannt. Im deutschen Fernsehen war sie in der BBC-Serie Little Britain zu sehen.

## Leben
Ruth Jones wuchs als Tochter eines in der Industrie tätigen Juristen und einer Kinderpsychiaterin in Porthcawl auf, wo sie in dieselbe Schule wie ihr späterer Kollege Rob Brydon ging. Sie studierte Theaterwissenschaften und Schauspiel an der University of Warwick und besuchte ein Jahr lang das Royal Welsh College of Music & Drama in Cardiff. Nachdem sie zunächst nicht im Theaterbetrieb Fuß fassen konnte und sogar überlegte, eine juristische Karriere einzuschlagen, bekam sie ihre erste professionelle Rolle als Gräfin in einer Produktion der Hochzeit des Figaro als „Pantomime“, einer typisch britischen Form des Unterhaltungstheaters. Mit dieser Produktion von Dominic Cookes Truppe Pan Optic ging sie auf Tournee durch Großbritannien. Auf Einladung Rob Brydons schloss sie sich einer Improvisationstheatergruppe in Bath an, zu der auch Julia Davis gehörte, mit der Jones später in der Sitcom Nighty Night wieder zusammenarbeitete.
Ab 1991 trat Ruth Jones im Fernseh- und Radioprogramm von BBC Cymru Wales auf. Sie spielte auch wieder Theater an bedeutenden Bühnen wie der Royal Shakespeare Company und dem National Theatre. 1999 hatte sie eine Nebenrolle in der erfolgreichen Filmkomödie East is East.
Danach spielte sie die Kelly in vier Staffeln der Comedyserie Fat Friends (ITV). Auch in mehreren BBC-Comedyserien wirkte sie mit: als Pub-Thekenkraft Myfanwy in Little Britain, als Magz in Saxondale und als Linda in Nighty Night.

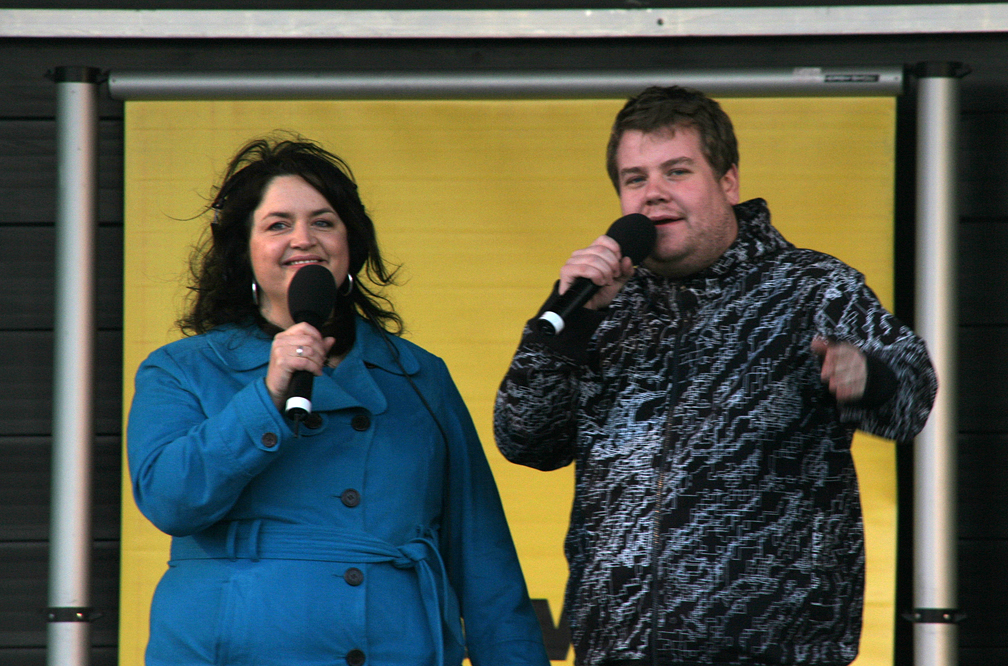
Ruth Jones und James Corden, 2008

Ein großer Erfolg war die Serie Gavin & Stacey (2007–2010), die Jones mit James Corden zusammen schrieb, den sie beim Drehen der Serie Fat Friends kennengelernt hatte, und auch selbst produzierte. Die Serie dreht sich um ein Liebespaar – den Engländer Gavin und die Waliserin Stacey – und ihre mehr oder weniger skurrilen Familienmitglieder und Freunde. Gefilmt wurde unter anderem im walisischen Seebad Barry und im englischen Billericay. Der Humor der Serie speist sich aus dem als unüberwindlichen Konflikt dargestellten Unterschied von Middle-Class-Engländern und Working-Class-Walisern und aus dem Welsh English, das die Waliser in der Serie sprechen. Ruth Jones spielte in der Serie Nessa Jenkins, Staceys exzentrische Freundin mit dunkler Vergangenheit. Die Rolle mit ihrer Catchphrase „What's Occurin’?“ machte Jones in Großbritannien zu einem landesweit bekannten Star. Zum Ensemble gehörten neben Mathew Horne und Joanna Page in den Titelrollen auch James Corden, Larry Lamb, Alison Steadman, Rob Brydon, Melanie Walters und Sheridan Smith. Die Serie wurde mit zwei BAFTAs und vier British Comedy Awards ausgezeichnet. Der Countrysong Islands in the Stream, den Ruth Jones und Rob Brydon in der Serie sangen, wurde 2009 von den beiden unter den Rollennamen Vanessa Jenkins und Bryn West mit Tom Jones und Robin Gibb eingespielt und für die Wohltätigkeitsorganisation Comic Relief als Single veröffentlicht. Die Single erreichte Platz 1 der britischen Hitparade.
2008 spielte Jones zudem in den BBC-Literaturverfilmungen Tess of the d'Urbervilles und Little Dorrit und in zwei Folgen der BCC-Serie The Street. Weitere Auftritte in Fernsehshows und Serien folgten. 2011 spielte sie die aus der Carry-On-Filmreihe bekannte Schauspielerin Hattie Jacques in dem Fernsehfilm Hattie auf BBC Four.
2008 gründete Ruth Jones mit ihrem Ehemann, dem Produzenten David Peet, die Produktionsfirma Tidy Productions (benannt nach einer weiteren Catchphrase von Nessa Jenkins). Tidy Productions produzierte 2008–2009 die Radioserie Ruth Jones' Sunday Brunch für BBC Radio Wales und arbeitete auch mit den Sendern BBC Two, BBC Three und BBC Wales zusammen. Die Firma produzierte 2009 für den Sender S4C den auf einer Idee von Ruth Jones basierenden Fernsehfilm Ar y Tracs über die Crew des Zuges Swansea–London. Sie selbst spielt in dem Film die polnische Bahnhofscafé-Angestellte Ingrid Crenski.
Für Sky TV produziert Jones seit 2012 mit ihrem Unternehmen die Serie Stella, die auf einer eigenen Idee basiert und für die sie Drehbücher für mehrere Folgen schrieb. Jones spielt die Titelrolle der Stella Morris, einer alleinerziehenden Mutter in der fiktiven Kleinstadt Pontyberry in den South Wales Valleys.
Ruth Jones lebt mit ihrem Ehemann in Cardiff.

## Ehrungen
- 2007: British Comedy Awards – Best Female Comedy Newcomer,
- 2007: British Comedy Awards – Best Television Comedy Actress (Nominierung)[11]
- 2009: Cosmopolitan Ultimate Women Of The Year Awards – Ultimate Funny Woman award[12]
- 2009: BAFTA Cymru (walisischer Ableger der BAFTA) – Sian Phillips Award[1]
- 2009: Royal Welsh College of Music & Drama – Fellow[1]
- 2013: University of Warwick – Ehrendoktor (Hon DLitt)[1]
- 2013: BAFTA Cymru – Best Writer[13]
- 2014: Member of the Order of the British Empire (MBE)[14][15]

## Filmografie (Auswahl)
Kino
- 1996 Emma
- 1998 Vom Fliegen und anderen Träumen (The Theory of Flight)
- 1999 East Is East
- 2002 Heartlands

Fernsehen
- 2000–2005 Fat Friends (Fernsehserie), ITV
- 2003–2006 Little Britain (Fernsehserie), BBC
- 2004–2005 Nighty Night (Fernsehserie), BBC
- 2004: Inspector Barnaby (Midsomer Murders) Fernsehserie, Staffel 7, Folge 2: Immer wenn der Scherenschleifer… (Bad Tidings)
- 2005–2006 I'm With Stupid (Fernsehserie), BBC Three
- 2006 Mayo (Fernsehserie), BBC One
- 2006–2007 Saxondale (Fernsehserie), BBC Two
- 2007–2010 Gavin & Stacey (Fernsehserie), zunächst BBC Three, später BBC One
- 2008 Little Dorrit (Mehrteiler), BBC One
- 2008 Tess of the d'Urbervilles (Mehrteiler), BBC One
- 2009 The Street, 2 Folgen, BBC One
- 2009 A Child's Christmases in Wales (Fernsehfilm), BBC Four
- 2009 Ar y Tracs (Fernsehfilm), S4C
- 2009–2011 Talkshows Ruth Jones' Christmas Cracker, Easter Treat, Summer Holiday, BBC Two
- 2010 The Great Outdoors, 3 Folgen, BBC Four
- 2010 Agatha Christie’s Marple: Fernsehserie, Staffel 5, Folge 2: Die Memoiren des Grafen (The Secret of Chimneys)
- 2011 Hattie (Fernsehfilm), BBC Four
- seit 2012 Stella (Fernsehserie), Sky TV

## Buchveröffentlichungen
- mit James Corden: Gavin & Stacey. From Barry to Billericay. HarperCollins, London 2008, ISBN 978-0-00-729257-8
- Never Greener. Bantam Press 2018, ISBN 978-0593078068
  - dt.: Alles begehren. Roman. Dt. von Julia Walther. HarperCollins, Hamburg 2018, ISBN 978-3-959-67202-3